# یواس‌اس انکاس (اس‌پی-۶۸۶)
یواس‌اس انکاس (اس‌پی-۶۸۶) (به انگلیسی: USS Uncas (SP-689)) یک کشتی بود که طول آن ۶۰ فوت (۱۸ متر) بود. این کشتی در سال ۱۹۱۷ ساخته شد.